# Хачани, Ахмед
Ахмед Хачани (араб. أحمد الحشاني‎; род. 4 октября 1956, г. Тунис) — тунисский политик. Премьер-министр Туниса с 1 августа 2023 по 7 августа 2024 года.

## Ранний период жизни
Хачани окончил юридический факультет Тунисского университета. Затем работал в Центральном банке Туниса.

## Политическая карьера
1 августа 2023 года президент Кайс Саид назначил Хачани сформировать новое правительство страны. Он заменил уволенную в тот день Нажла Буден.
7 августа 2024 года президент Саид отправил Хачани в отставку с поста премьер-министра, и его место занял министр социальных дел Камель Маддури. Причина не была названа.